# Tommerup Sogn
Tommerup Sogn ist eine Kirchspielsgemeinde (dän.: Sogn)
auf der Insel Fyn (dt.: Fünen)
im südlichen Dänemark. Bis 1970 gehörte sie zur Harde Odense Herred im damaligen Odense Amt, danach zur Tommerup Kommune im
Fyns Amt, die im Zuge der  Kommunalreform zum 1. Januar 2007 in der
Assens Kommune in der Region Syddanmark aufgegangen ist.
Im Kirchspiel leben 2054 Einwohner, davon 1579 im Kirchdorf (Stand: 1. Januar 2023).
Im Kirchspiel liegt die Kirche „Tommerup Kirke“.
Nachbargemeinden sind im Norden Broholm Sogn, im Osten Brylle Sogn, im Südwesten Verninge Sogn und im Nordwesten Orte Sogn.
Der Sendemast Tommerup ist das höchste Bauwerk in Dänemark.